# بوخل
بوخل (به آلمانی: Büchel) یک شهر در آلمان است که در کوخم-تسل واقع شده‌است. بوخل ۱٬۱۵۷ نفر جمعیت دارد.